# Aphrodisium vermiculosum
Aphrodisium vermiculosum là một loài bọ cánh cứng trong họ Cerambycidae.